# 段艺璇 (配音员)
段艺璇（1996年3月21日—），中国大陆配音演员。代表配音作品有《昨日青空》姚哲恬、《刺客伍六七》梅花十三等。

## 作品列表
※粗体字表示说明饰演的主要角色

### 电影

#### 译制电影
2019年
- 《朝花夕誓》蕾莉亚
- 《惊奇队长》卡罗尔·丹弗斯/惊奇队长[1]
- 《金蟬脱殼3》張達雅  瑪萊斯·裘
- 《复仇者联盟4：终局之战》卡罗尔·丹弗斯/惊奇队长[2]

#### 国产片
2021年
- 《射鵰英雄傳之降龍十八掌》黄蓉（林妍柔 飾）
- 《神墓》納蘭若水（張荻 飾）

#### 动画电影
2018年
- 《昨日青空》姚哲恬

2021年
- 《眷思量》屠麗

### 动画
2018年
- 《刺客伍六七》梅花十三

2019年
- 《伍六七之最強髮型師》 梅花十三
- 《巨兵长城传》左左

2021年
- 《天官賜福》 小裴宿

### 廣播劇
- 我開動物園那些年·第一季
- 過門 第一季
- 奪夢 第一季
- 歡迎來到噩夢遊戲 第一季
- 《飛鷗不下》韓英媛
- 《我只喜歡你的人設》 岑涔
- 《我年紀輕輕想守活寡》孟尋
- 《蟬女》第二季 瑜
- 《問鹿三千》 蘇荷
- 《小羊駝》 幽硯 (百合古風廣播劇)

### 电视剧
2018年
- 《盜墓筆記之怒海潛沙/怒海潛沙&秦嶺神樹》阿寧 （李曼 飾）

2019年
- 《皓镧传》殷小春（姜梓新 饰）
- 《聽雪樓》 舒靖蓉 （袁冰妍 飾）
- 《烈火軍校》謝襄 （白鹿 飾）
- 《天雷一部之春花秋月》冷凝  （盛蕙子 飾）
- 《無主之城》江雪  （許齡月 飾）
- 《明月照我心》喬慧心 （周紫馨 飾）
- 《滿滿喜歡你》池瑤拉 （孫琰清 飾）

2020年
- 《兩世歡》姜探（徐好 饰）
- 《樓下女友請簽收》溫小暖（徐好 饰）
- 《不説謊戀人》賀聿雯  （羅秋韻 飾）
- 《琉璃》褚玲珑（张予曦 饰）
- 《長安諾》 董若萱  （楊超越 飾）
- 《黑色燈塔》 施雨秋  （馮文娟 飾）
- 《她和他的戀愛劇本》 桃子  （劉芷微 飾）

2021年
- 《風起霓裳》 安氏 （麥迪娜 飾）
- 《我的寵物少將軍》 蘇小荷 （田曦薇 飾）
- 《他在逆光中告白》阮念初 （余玥 飾）
- 《清落》玉清落 （王梓薇 飾）
- 《雙世寵妃III》曲眉兒 （周紫馨 飾）
- 《與君歌》李則寧 （徐思雨 飾）
- 《大唐小吃貨》公孫媚 （李芯逸 飾）
- 《程序員那麼可爱》黎漫  （盛朗熙 飾）
- 《皎若雲間月》阿烏 （呂黃昱 飾）
- 《美酒配佳瑤》鐘佳瑤 （劉思辰 飾）
- 《我是歲月你是星星》程蔚藍 （陳仟鈺 飾）
- 《輸贏》趙穎 （朱颜曼滋 飾）

2022年
- 《镜·双城 》那笙 （楊志雯 飾）
- 《《沉香如屑》》綿辰 （劉萌萌 飾）
- 《覆流年》 陸安然 （邢菲飾）
- 《聞香榭》 婉娘 （王瑄 飾）
- 《那小子不可愛》艾米 （周紫馨 飾）
- 《被風吹過的夏天》戴映希 （趙茜 飾）
- 《沒有工作的一年》 于菲菲 （柯宇 飾）

2023年
- 《擇君記》沈妙 （張雪迎 飾）
- 《長月燼明》 黎蘇蘇/葉夕霧/桑酒 （白鹿飾）
- 《花琉璃軼事》花琉璃 （孟子義 飾）
- 《為你逆光而來》安悅  （余玥 飾）
- 《鎖愛三生》顧夢 （關暢 飾）
- 《少年江湖》奚幽  （馬蜀君 飾）
- 《拜託了！不速之客》白兮兮 （張天穎 飾）
- 《古相思曲》陸鳶 （張雅欽 飾）
- 《虎鶴妖師錄》牡丹 （吳佩柔 飾）
- 《極速悖論》-  -
- 《風起西州》雲伊 （曾一萱 飾）
- 《幻鏡閣》淺夏 （劉語喬 飾）

2024年
- 《大明懸案錄之泥犁篇》丁昭昭 （李星瑤 飾）
- 《王妃芳齡三千歲》墨冰、纖雲、玉三娘 （黃婷婷 飾）
- 《一夢浮生》夢辰  方思暢（黃婷婷 飾）
- 《師傅》童童 （陳思敏 飾）
- 《婉婉如夢霄》蘇婉兒 （蔣袁婭蓉 飾）
- 《狐妖小紅娘月紅篇》涂山紅紅 （楊冪 飾）

2025年
- 《仙台有樹》沐清歌/薛冉冉 （向涵之 飾）
- 《雁回時》莊語山 （何泓姍 飾）
- 《桃花映江山》姜桃花	 （孟子義 飾）
- 《定風波》鍾雪漫 （向涵之 飾）

### 动态漫画
- 《退退退退下！》蕭桓

### 有聲漫
2020年
- 《叛逆者》藍小姐
- 《陸小鳳傳奇》丹鳳公主

2022年
- 《不小心救了江湖公敵》解清霜
- 《整個修真界的妹子都想抓我》紫霄韻

### 游戏
- 《名利游戏》关海月

2019年
- 《非人學園》梅花十三

2021年
- 《黎明覺醒》凱瑟琳

2022年
- 《風色幻想：命運傳說》九音·赤蝶